# Ariana Sánchez
Ariana Sánchez Fallada (* 19. Juli 1997 in Reus) ist eine spanische Padelspielerin. Sie stieg mit ihrer Partnerin Paula Josemaría in der Saison 2023 und 2024 zum weltbesten weiblichen Padel-Duo auf.

## Sportliche Laufbahn
Ariana spielte zunächst unter anderem Fußball und Basketball. Sie begann mit dem Padeltraining im Alter von 9 Jahren. Im Jahr 2016 startete sie die Saison mit Tamara Icardo, bevor sie als Partnerin zu Marta Ortega wechselte. 
Im Jahr 2017 feierten Ariana und Marta Ortega große Erfolge. Im Jahr 2018 nahmen sie an Halbfinals teil. Am Ende der Saison wurde Alejandra Salazar ihre neue Partnerin für die Saison 2019. Sie erreichten fünf Titel auf der World Padel Tour, womit sie zum zweitbesten Duo aufstiegen. Seit 2021 spielt Ariana mit Paula Josemaría. Sie wurden in der Saison 2023 und dann 2024 zum weltbesten Paar.

## Siege

### Weltmeisterin im Padel
| Nr. | Jahr | Turnier | Gegner      | Ergebnis |
| --- | ---- | ------- | ----------- | -------- |
| 1.  | 2021 | Doha    | Argentinien | 3:0      |
| 2.  | 2022 | Dubai   | Argentinien | 2:0      |
| 3.  | 2024 | Doha    | Argentinien | 2:0      |

### Siege beim Premier Padel
| Nr. | Jahr | Turnier       | Kategorie | Partnerin       | Gegner                             | Ergebnis        |
| --- | ---- | ------------- | --------- | --------------- | ---------------------------------- | --------------- |
| 1.  | 2023 | Paris         | Major     | Paula Josemaría | Marta Ortega Gemma Triay           | 6:2, 6:4        |
| 2.  | 2024 | Riad          | P1        | Paula Josemaría | Delfina Brea Beatriz González      | 6:3, 6:2        |
| 3.  | 2024 | Doha          | Major     | Paula Josemaría | Gemma Triay Claudia Fernández      | 6:3, 6:1        |
| 4.  | 2024 | Mar del Plata | P1        | Paula Josemaría | Delfina Brea Beatriz González      | 6:1, 5:7, 6:4   |
| 5.  | 2024 | Rom           | Major     | Paula Josemaría | Lucía Sainz Patricia Llaguno       | 6:1, 6:0        |
| 6.  | 2024 | Málaga        | P1        | Paula Josemaría | Gemma Triay Claudia Fernández      | 1:6, 6:4, 6:2   |
| 7.  | 2024 | Nokia (Stadt) | P2        | Paula Josemaría | Sofia Araújo Marta Ortega          | 6:3, 6:1        |
| 8.  | 2024 | Rotterdam     | P1        | Paula Josemaría | Gemma Triay Claudia Fernández      | 6:4, 6:4        |
| 9.  | 2024 | Paris         | Major     | Paula Josemaría | Delfina Brea Andrea Ustero         | 6:4, 6:0        |
| 10. | 2024 | Kuwait-Stadt  | P1        | Paula Josemaría | Gemma Triay Claudia Fernández      | 7:5, 7:61       |
| 11. | 2024 | Barcelona     | Finals    | Paula Josemaría | Gemma Triay Claudia Fernández      | 6:3, 6:3        |
| 12. | 2025 | Riad          | P1        | Paula Josemaría | Beatriz González Claudia Fernández | nicht gespielt* |
| 13. | 2025 | Brüssel       | P2        | Paula Josemaría | Gemma Triay Delfina Brea           | 6:2, 6:4        |
| 14. | 2025 | Buenos Aires  | P1        | Paula Josemaría | Claudia Fernández Bea González     | 6:2, 6:2        |
| 15. | 2025 | Valladolid    | P2        | Paula Josemaría | Claudia Fernández Bea González     | 6:4, 7:5        |

* Aufgabe von González